# 다코스타 증후군
다코스타 증후군, 다ㆍ코스타 증후군, 심장신경증은 심혈관계 질환과 비슷한 증상을 나타내는 정신의학적 증후군이다. 여기에는 격렬한 활동 시의 피로, 호흡곤란, 심계항진, 땀, 흉통이 동반된다.
역사적으로 이와 비슷한 형태의 질환들이 여러 전쟁에서 보고된 바 있는데, 이를테면 미국 남북 전쟁과 크림 전쟁이 있다. 이 질환의 명칭은 1871년에 이 질병을 조사하고 기술한 미국의 의사 제콥 멘데스 다 코스타의 이름에서 비롯되었다.

## 같이 보기
- 셸 쇼크
- 전투피로증
- 상심 증후군